# Henrik VII (tysk kung)
Denna artikel handlar om Henrik VII av Tyskland, regent 1220–1242, för Henrik VII av Luxemburg, tysk kung 1308-1313, se Henrik VII (tysk-romersk kejsare).
Henrik VII av Tyskland, född 1211, död 1242, var tysk-romersk kung.

## Biografi
Henrik VII  var son till kejsar Fredrik II och Konstanza av Aragonien.
Henrik valdes 1220 till romersk kung, växte upp i Tyskland, där regeringen under hans omyndighet sköttes av länsherrar, utsedda av kejsar Fredrik till sonens rådgivare. En brytning inträffade omkring 1231 mellan fadern och Henrik, möjligen orsakade av tvister rörande Henriks äktenskap. Efterhand utvecklade sig motsättningen till öppen strid, varvid Henrik stöddes av en tysk opinionsströmning, som krävde den kejserliga regeringens förläggande till Tyskland. 1235 måste Henrik underkasta sig sin far, och hölls därefter fängslad till sin död.